# 森本兎久身
森本 兎久身（もりもと とくみ、Morimoto Tokumi）は、日本の海軍大佐。武道師範。無双直伝英信流居合術の達人。

## 来歴

### 生い立ち
高知県に生まれる。
居合は無双直伝英信流第16代宗家・五藤孫兵衛正亮に師事しこれを修行した。
明治30年(1897年)、五藤正亮の允許を得て上京。有信館の門を叩く。師範根岸信五郎は、森本の居合を見て「海内無雙也」と激賞した。

### 軍人として
明治33年(1900年)12月13日、海軍兵学校を卒業。(第28期生) 同日、海軍少尉候補生となる。
明治35年(1902年)1月18日、海軍少尉。
明治36年(1903年)9月26日、海軍中尉。
明治38年(1905年)1月12日、海軍大尉。
明治43年(1910年)12月1日、海軍少佐。伊吹水雷長。
大正元年(1912年)12月1日、佐世保予備艦隊副官、舞鶴水雷隊参謀。
大正2年(1913年)12月1日、横須賀鎮守府副官。
大正3年(1914年)12月28日、第12駆逐隊司令心得。
大正4年(1915年)12月13日、海軍中佐。第3駆逐隊司令兼水雷学校教官。
大正5年(1916年)5月23日、第17駆逐隊司令。
大正6年(1917年)12月1日、横須賀工廠造兵部員兼検査官兼技術本部技術会議員。
大正8年(1919年)11月20日より翌年11月15日まで、防護巡洋艦秋津洲艦長。
大正8年(1919年)12月1日、海軍大佐。
大正9年(1920年)11月20日、装甲巡洋艦「阿蘇」艦長。
大正9年(1922年)7月1日より11月10日まで、巡洋戦艦「生駒」艦長。
大正10年(1923年)4月1日、予備役。

### 居合師範として
本業の傍ら武芸鍛錬を怠らず、居合を指導した。門下生には竹村静夫や、夢想神伝流を開いた中山博道らがいる。

## 栄典
- 1906年（明治39年）4月1日 - 勲五等双光旭日章・明治三十七八年従軍記章[5]

## 補註
1. ↑  “『板垣精神 -明治維新百五十年・板垣退助先生薨去百回忌記念-』”.  一般社団法人 板垣退助先生顕彰会 (2019年2月11日). 2020年9月1日閲覧。
2. 1 2 3  『無雙直傳英信流居合に就て』中西岩樹著(所収『土佐史談』第43号)
3. ↑  『高知日日新聞』1936年(昭和11年)7月24日号
4. 1 2 3 4 5 6 7 8 9  『近代世界艦船事典』
5. ↑  『官報』7005号・付録「叙任及辞令」1906年11月2日。p13上段